# Bob Love
Robert Earl Love (ur. 8 grudnia 1942 w Bastrop, zm. 18 listopada 2024 w Chicago) – amerykański koszykarz, występujący na pozycji skrzydłowego, wielokrotnie wybierany do składów najlepszych zawodników oraz obrońców NBA.
12 marca 1976 roku wyrównał niechlubny rekord NBA, oddając 15 niecelnych rzutów z gry, bez ani jednego trafienia w całym meczu.

## Osiągnięcia
NCAA
- Mistrz sezonu regularnego konferencji (1965)

NBA
- Uczestnik meczu gwiazd:
  - NBA (1971–1973)
  - NBA vs ABA (1972)[5]
  - Legend NBA (1992–1993)[6]
- Wybrany do II składu:
  - NBA (1971–1972)
  - defensywnego NBA (1972–1974)[7]
- Lider play-off w średniej zdobytych punktów (1971)[8]
- Klub Chicago Bulls zastrzegł należący do niego w numer 10

Inne
- Debiutant Roku EPBL (1966)